# Albert Chmielowski
Albert Chmielowski (Igolomia, 20. kolovoza 1845. – Krakov, 25. prosinca 1916.), poljski svećenik, redovnik i svetac. Njegov spomendan slavi se 25. prosinca.

## Životopis
Rodio se u blizini Krakova, 20. kolovoza 1845. godine, od roditelja Alberta i Josipe Borzyslawske. Kao vrlo mlad ostaje bez roditelja pa se za njega brinula rodbina. Započeo je studirati umjetnost, ali već 1863. godine sudjeluje u pobuni protiv Rusa. Ranjen je i zarobljen, pa mu je bez anestezije amputirana noga. Nakon toga odlazi u Belgiju na studij građevine. Na kraju odlazi u Pariz, a poslije i u München na slikarstvo.
Za franjevca se zaređuje 25. kolovoza 1887. i uzima ime brat Albert. Godinu dana kasnije utemeljuje i Kongregaciju braće Trećeg reda Svetog Franje - slugu siromaha (Družba Albertinaca). 1891. s blaženom Bernardinom, osniva i ženski ogranak te družbe. Brinuo se za siromahe, osnivao pučke kuhinje, sirotišta i slično.
Umire na Božić 1916. godine u jednom od sirotišta koje je osnovao. Papa Ivan Pavao II. proglasio ga je blaženim u Krakovu 22. lipnja 1983. godine, a 12. studenog 1989. godine proglasio ga je svetim.